# Indre (rzeka)
Indre – rzeka w centralnej Francji, lewy dopływ Loary, ma 265 km długości. 
Wypływa z departamentu Cher (niedaleko miejscowości Préveranges), płynie na północny zachód; przepływa m.in. przez departamenty Indre i Indre i Loara. Płynie wyłącznie przez obszary rolnicze. Okala zamek w Azay-le-Rideau, nad Indre leży także zamek w Ussé. Z miejscowości leżących nad Indre wymienić można Nohant-Vic, gdzie rezydowała pisarka George Sand.
Uchodzi do Loary w miejscowości Chinon.